# Pavel Filonov
Pavel Nikolaevič Filonov (in russo Па́вел Никола́евич Фило́нов?; Mosca, 8 gennaio 1883, 27 dicembre 1882 del calendario giuliano – Mosca, 3 dicembre 1941) è stato un pittore e poeta russo.
Filonov nacque a Mosca l'8 gennaio 1883 (calendario gregoriano) o il 27 dicembre 1882 (calendario giuliano). Nel 1897, si trasferì a San Pietroburgo dove prese lezioni d'arte. Nel 1908 entrò all'Accademia delle Arti di San Pietroburgo, da cui fu espulso nel 1910.

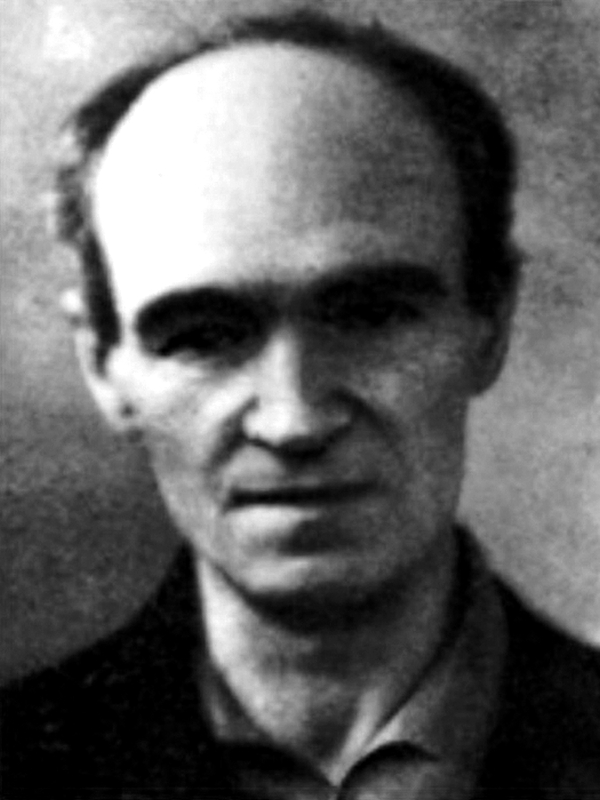
Pavel Filonov

Nel 1910-1914, prese parte al gruppo artistico Soyuz Molodëži creato dagli artisti Elena Guro e Michail Matjušin. Nel 1912, scrisse l'articolo Il canone e la legge, in cui formulò i principi del realismo analitico o "anti-cubismo". Secondo Filonov, il cubismo rappresenta oggetti che usano elementi della loro geometria superficiale, ma i "realisti analitici" dovrebbero rappresentare oggetti che usano elementi della loro anima interiore. Rimase fedele a questi principi per il resto della sua vita.
Durante gli anni dal 1913 al 1915, Filonov fu vicino a Vladimir Majakovskij, Velimir Chlebnikov e altri futuristi. A fianco di Kazimir Malevič, neo-primitivista, collaborò come illustratore a Izbrannye stichotvorenija s poslesloviem. 1907-1914 di Chlebnikov. Nell'autunno del 1916, si arruolò per il servizio nella prima guerra mondiale e prestò servizio sul fronte rumeno. Filonov partecipò attivamente alla rivoluzione russa del 1917 e servì come presidente del Comitato militare rivoluzionario danubiano.
Nel 1919 espose nella prima esposizione libera di artisti di tutte le tendenze all'Hermitage. Nel 1923 divenne professore dell'Accademia delle arti di San Pietroburgo e membro dell'Istituto di cultura artistica. Ha organizzato una grande scuola d'arte di Maestri del realismo analitico (oltre settanta artisti). Il loro lavoro ha influenzato il suprematismo e l'espressionismo.
Nel 1929, una grande mostra retrospettiva di arte di Filonov fu progettata al Museo Russo; tuttavia, il governo sovietico proibì la sua realizzazione. Dal 1932 in poi, Filonov letteralmente morì di fame ma si rifiutò ancora di vendere le sue opere a collezionisti privati. Voleva consegnare tutte le sue opere al Museo Russo come regalo per iniziare un museo del realismo analitico. Morì di fame il 3 dicembre 1941 durante l'assedio nazista di Leningrado.

## Galleria d'immagini

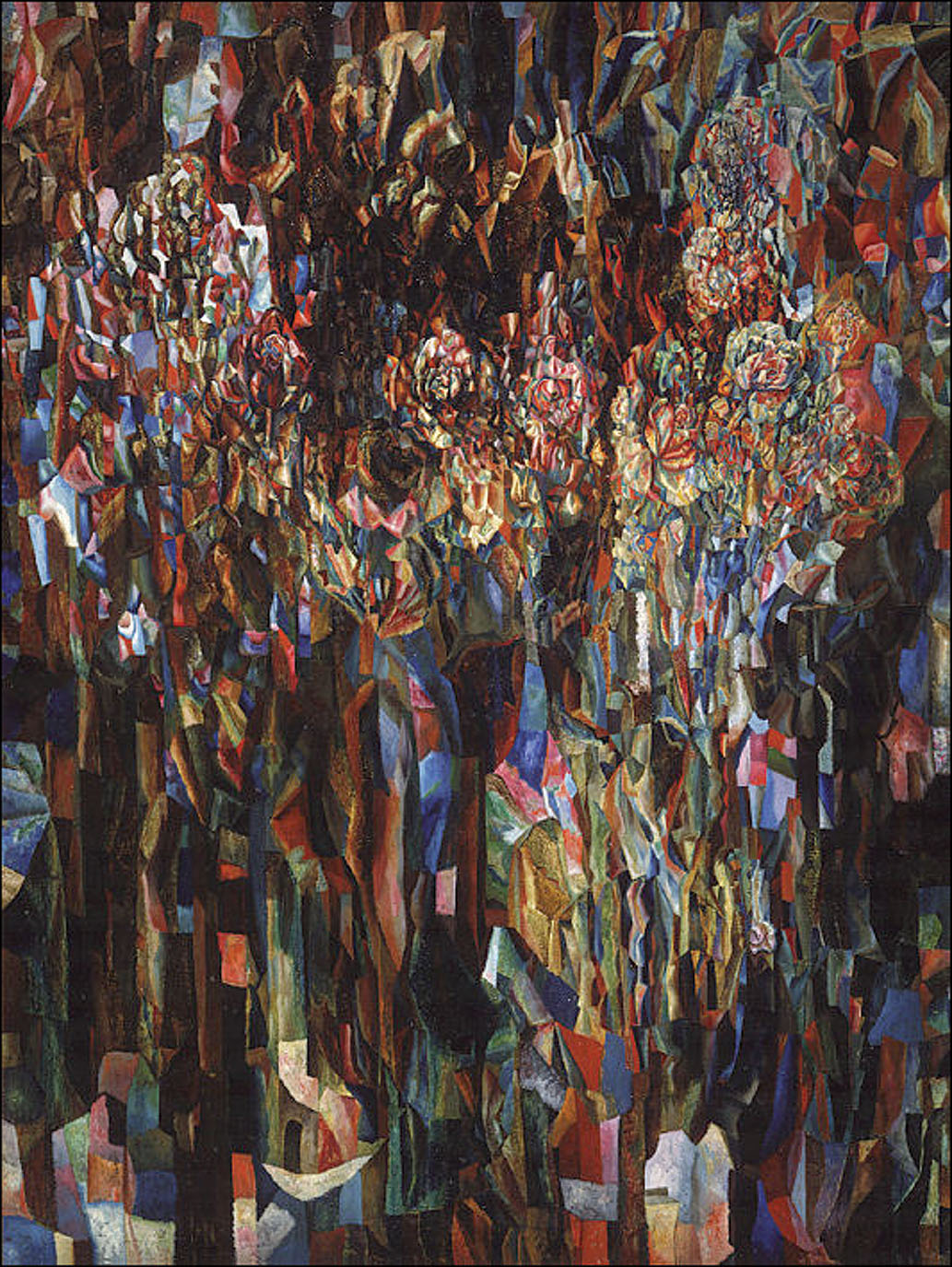
Fioritura universale
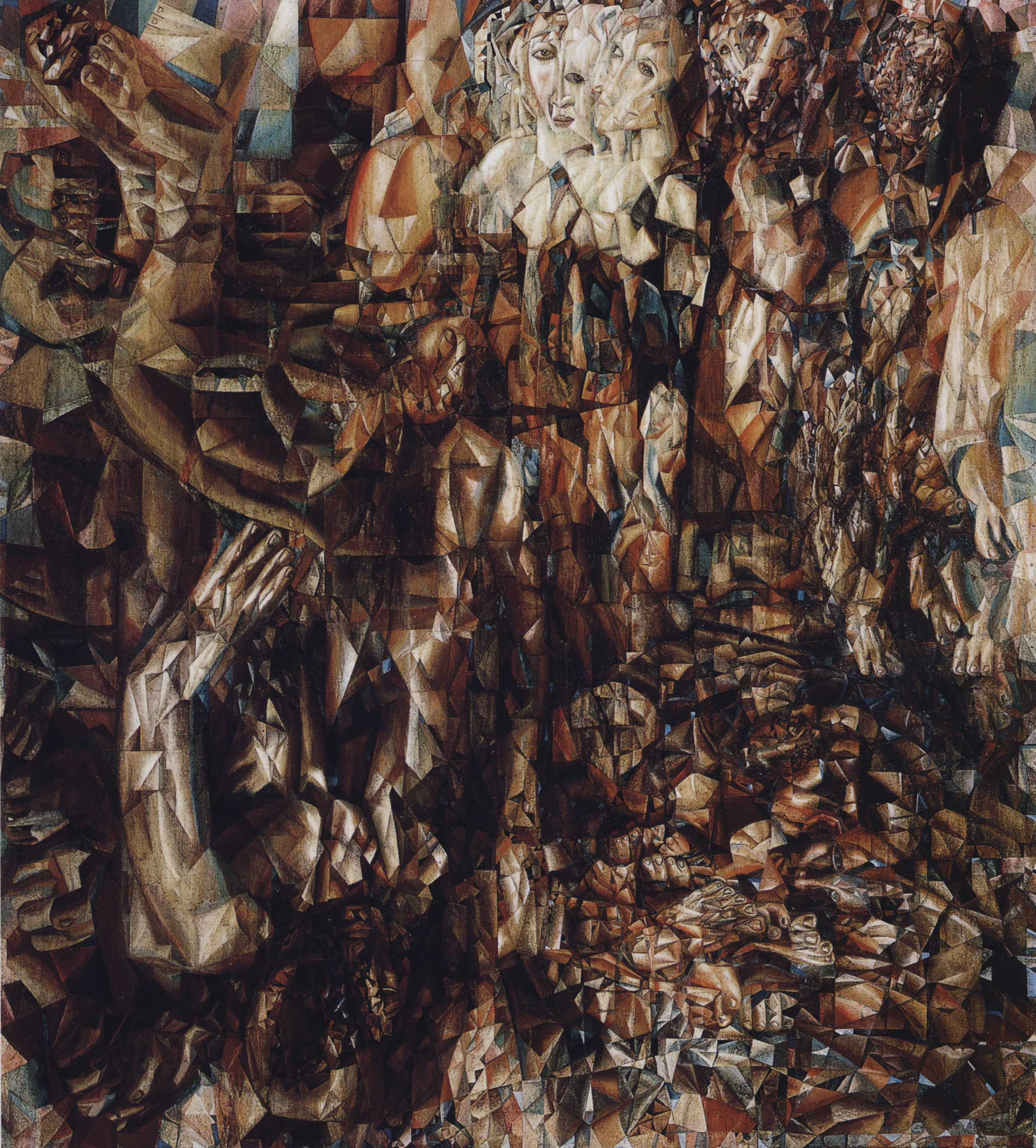
La guerra tedesca
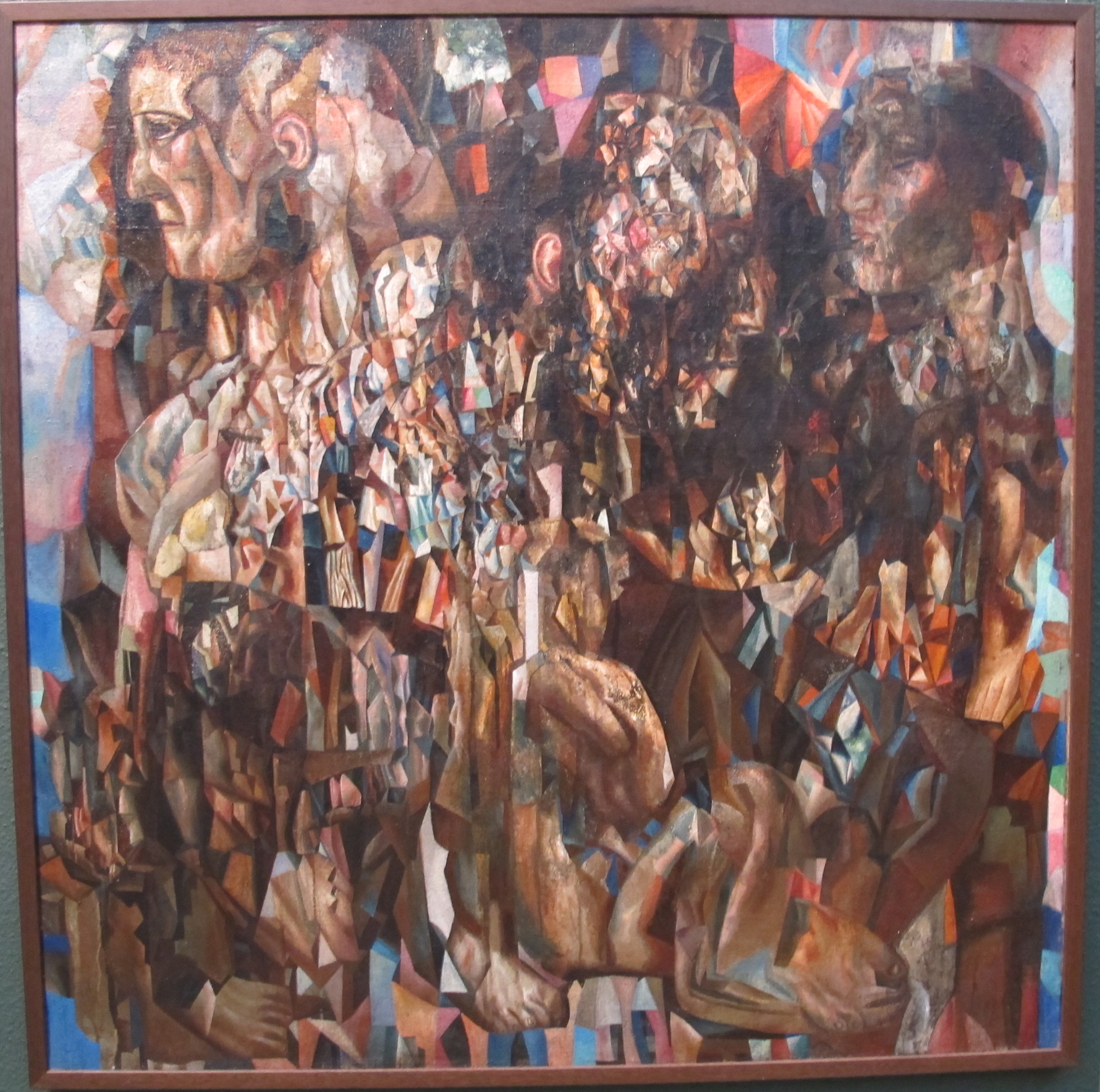
Composizione con facce, 1915-1916
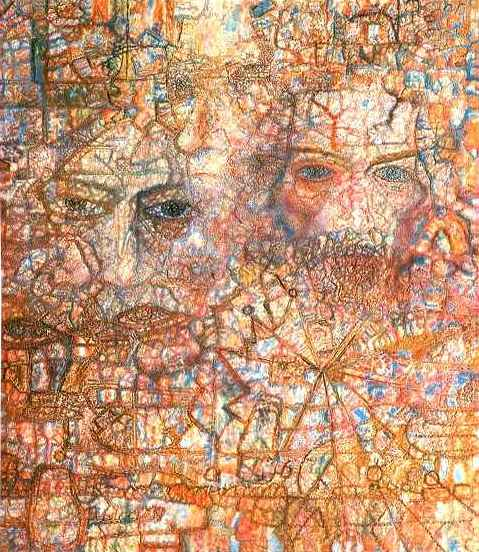
Facce
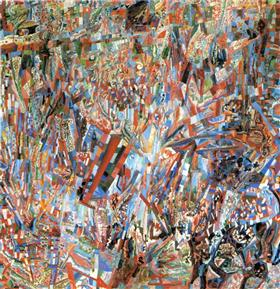
Formula di Primavera
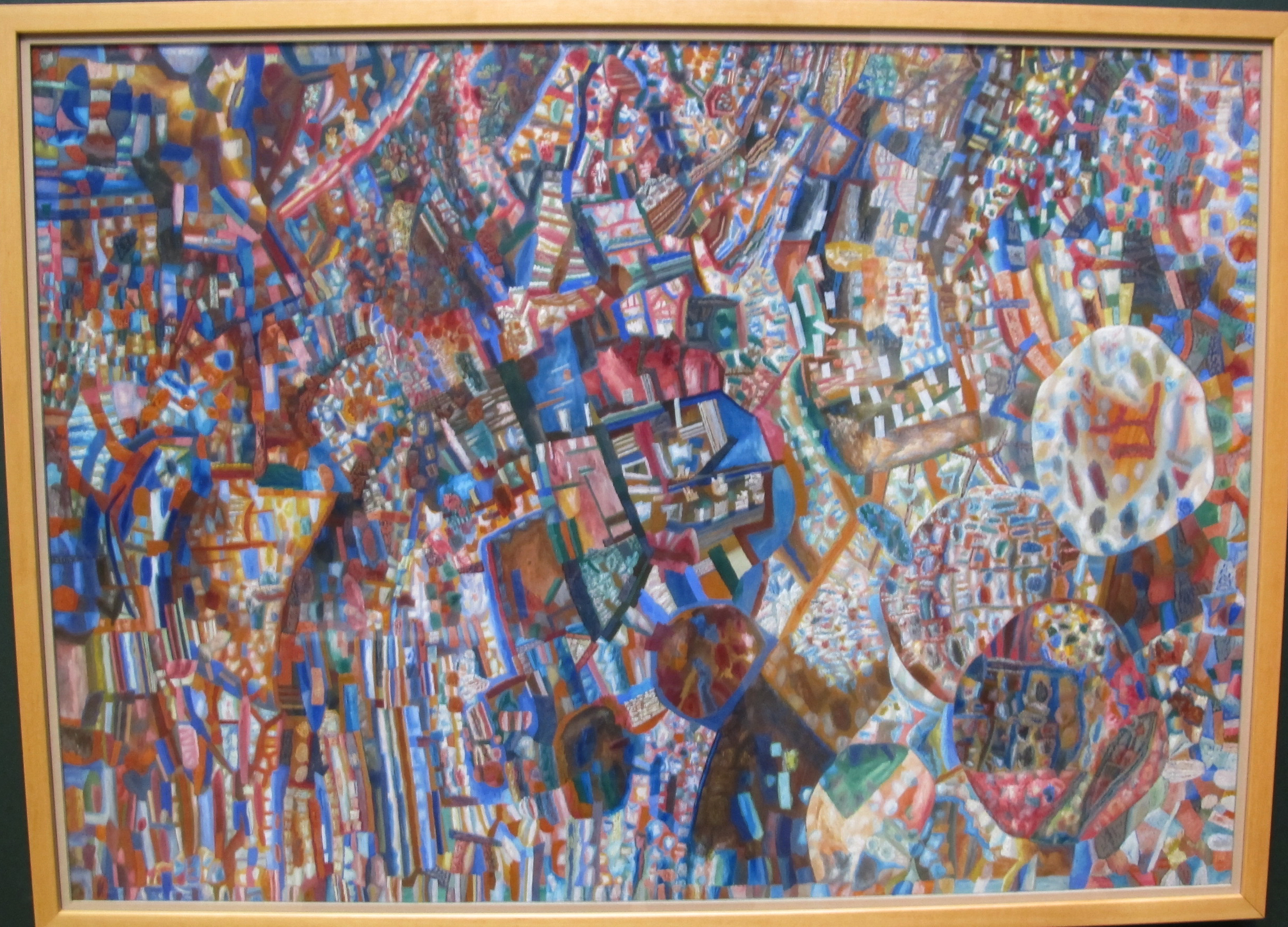
Composizione, 1930 circa
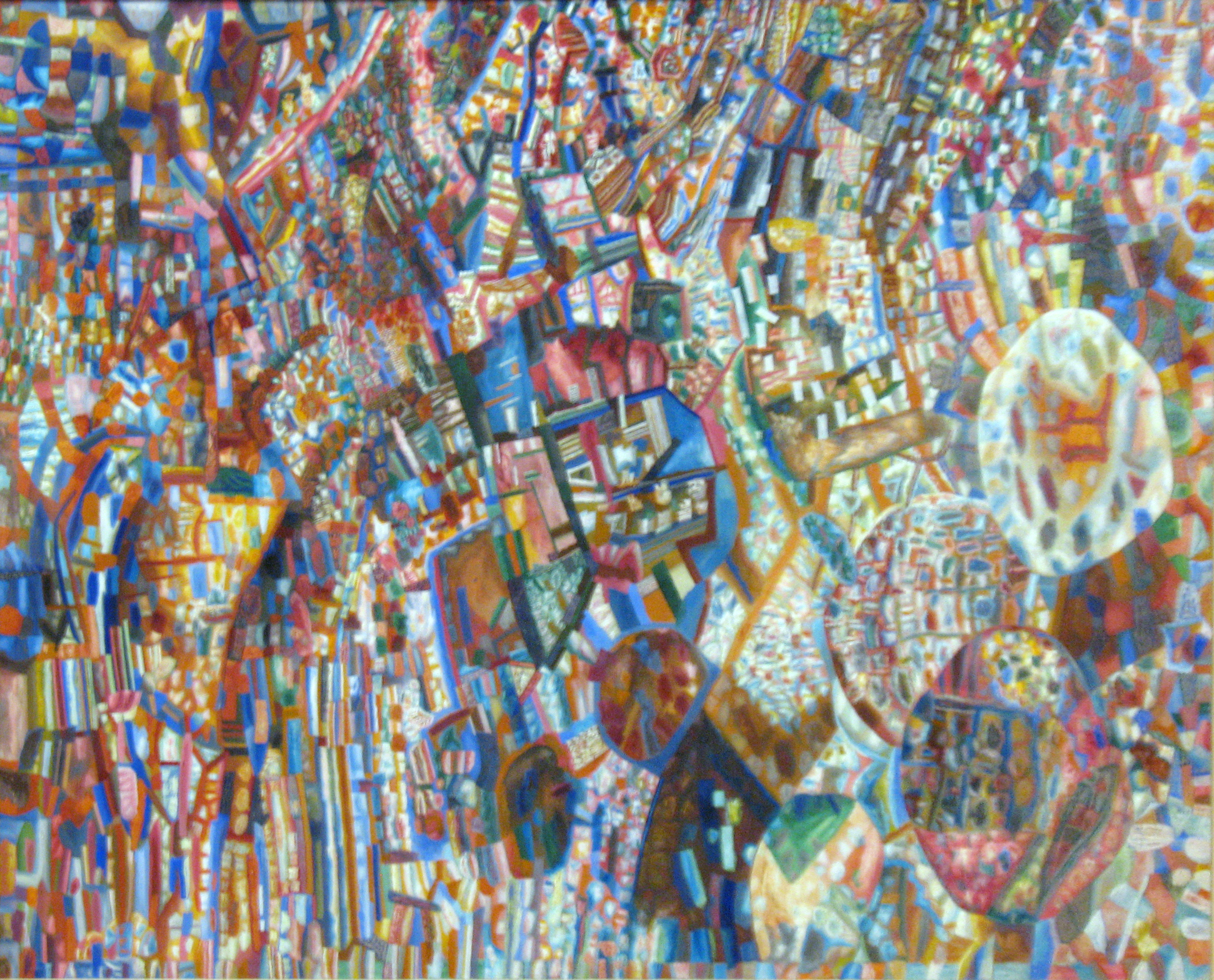
Composizione con sfere
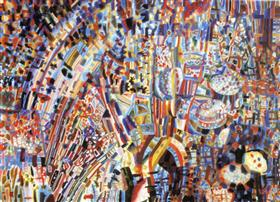
Composizione, 1929

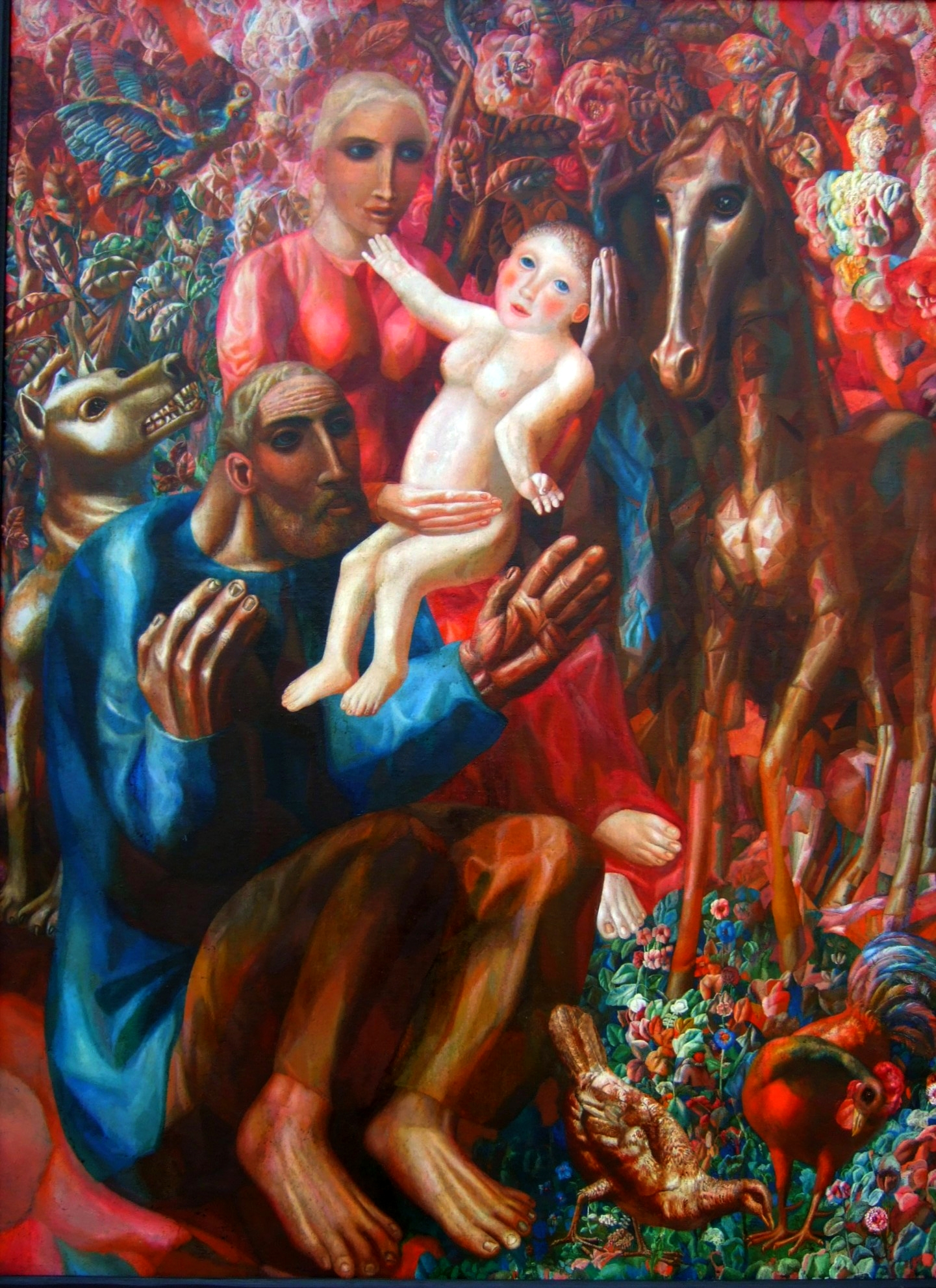
La Sacra Famiglia
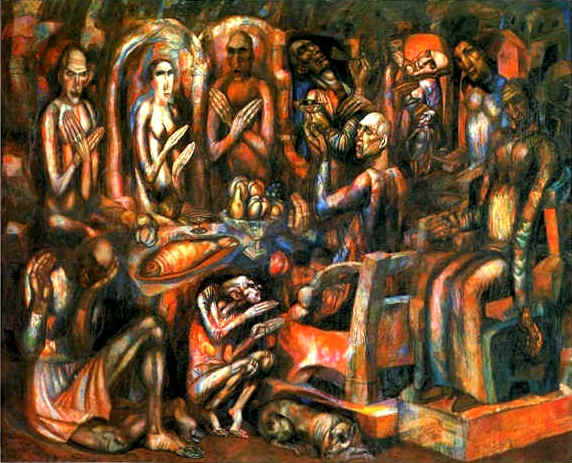
Impresa dei Re
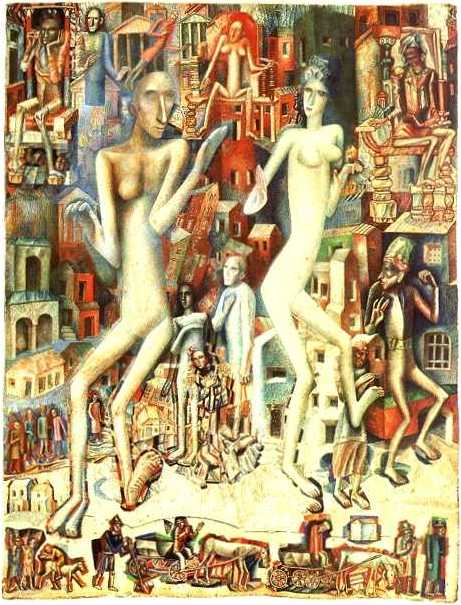
Uomo e Donna
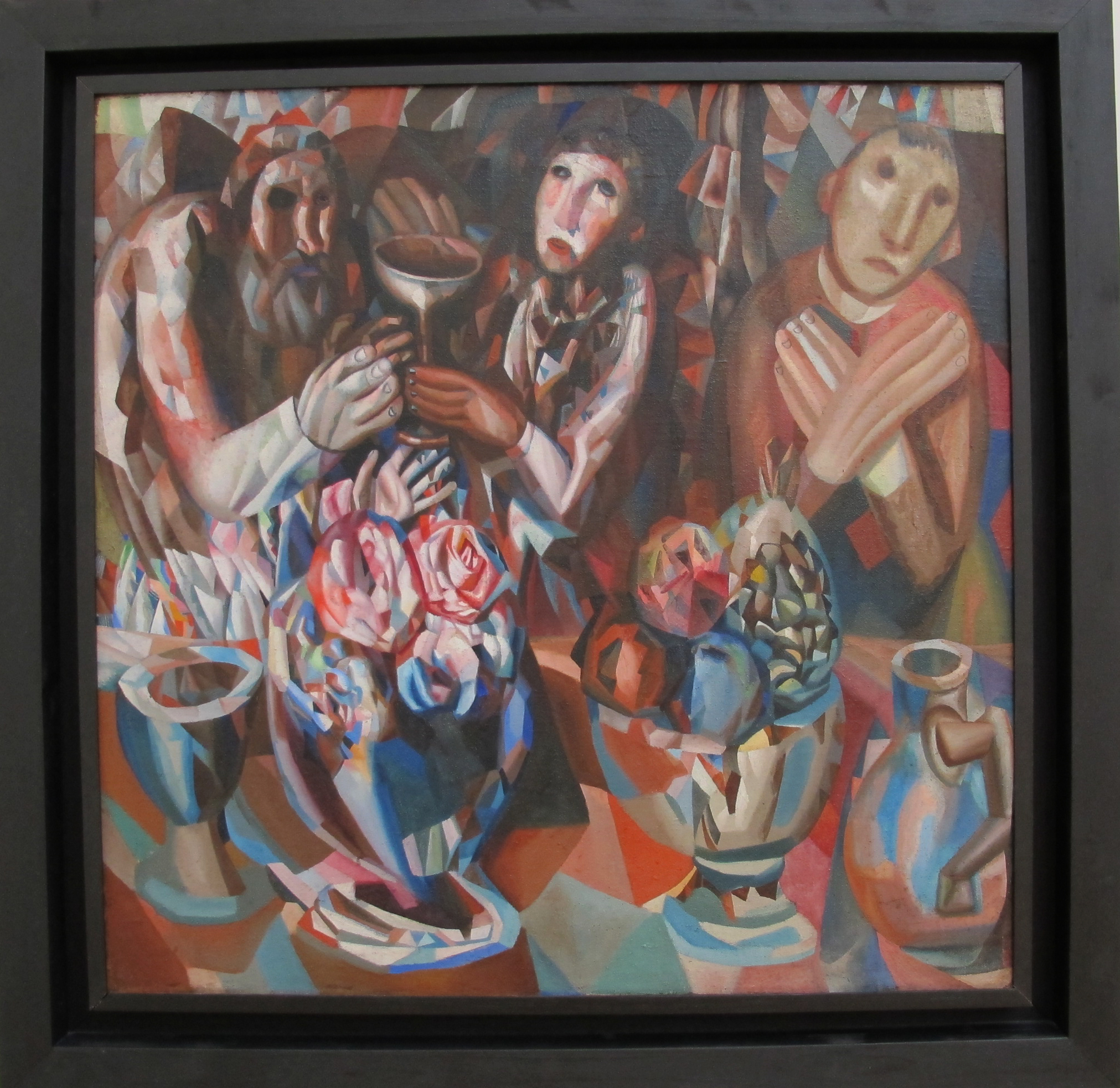
Terzetto a un Tavolo, 1914-1915

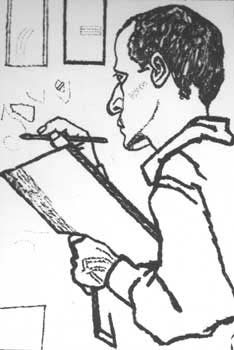
Autoritratto
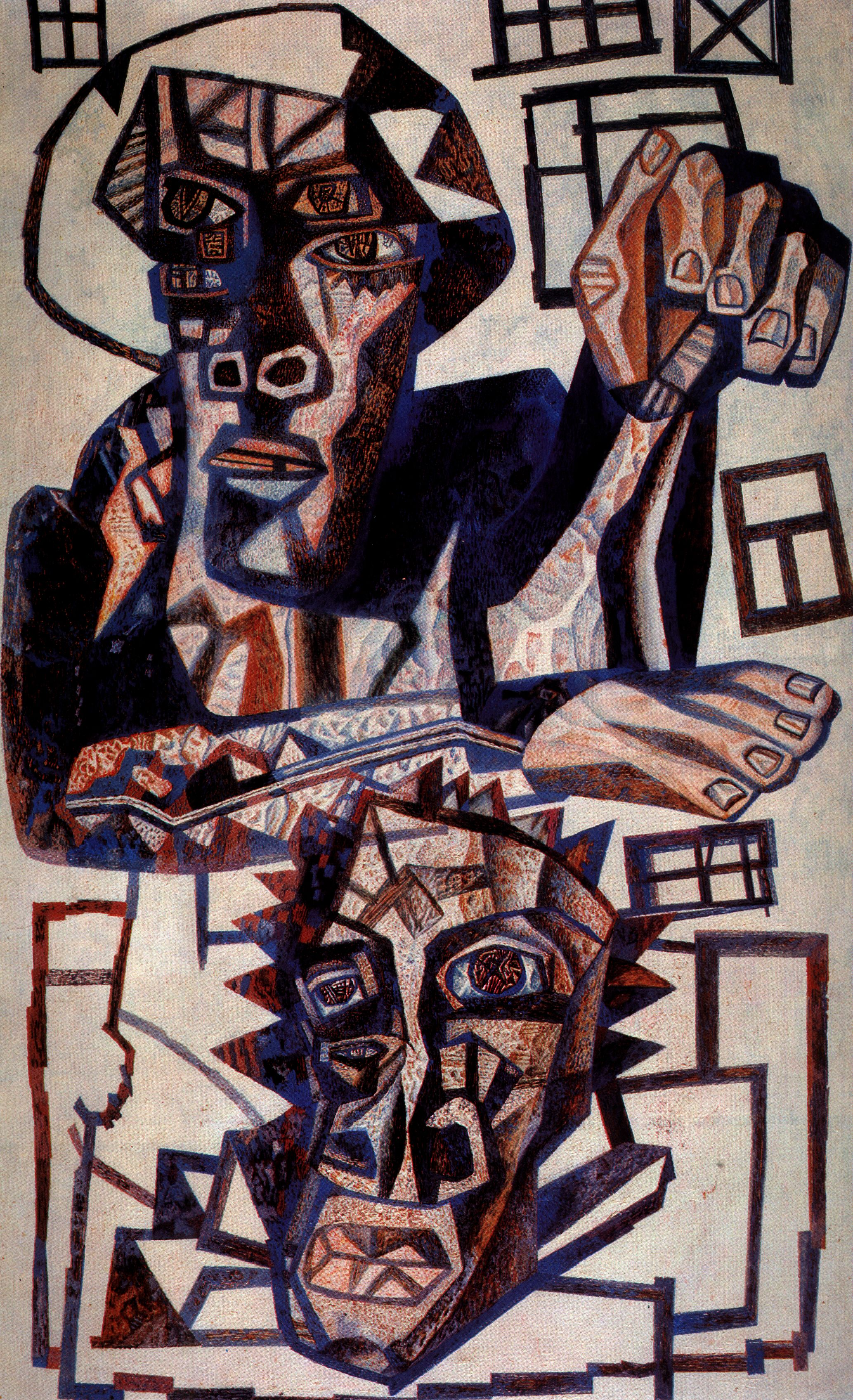
Têtes, Pavel Filonov
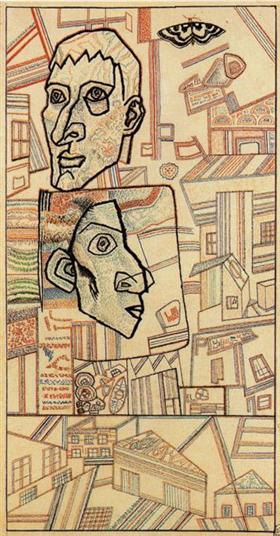
Fame, 1925
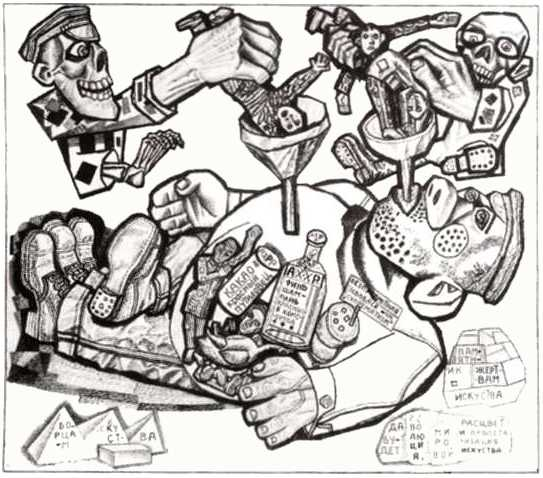
Pedagogics, Pavel Filonov
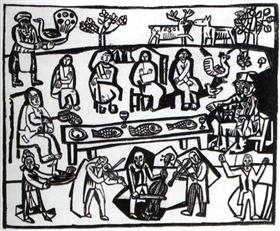
Musicisti

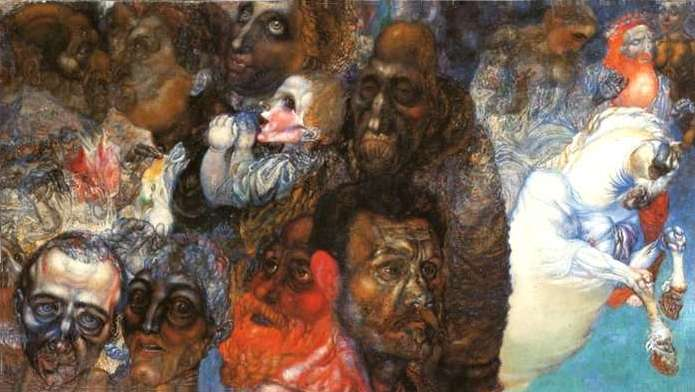
Teste
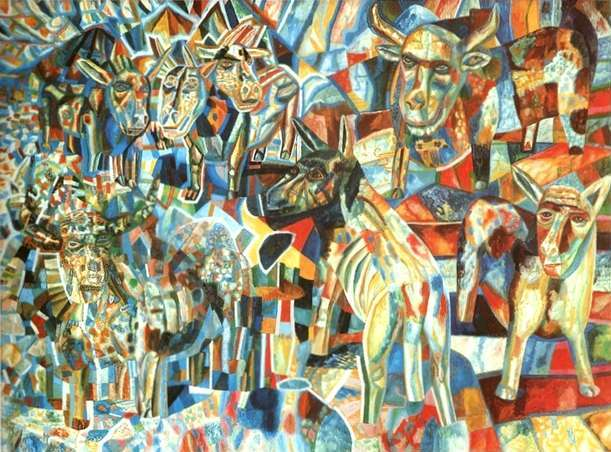
Animali
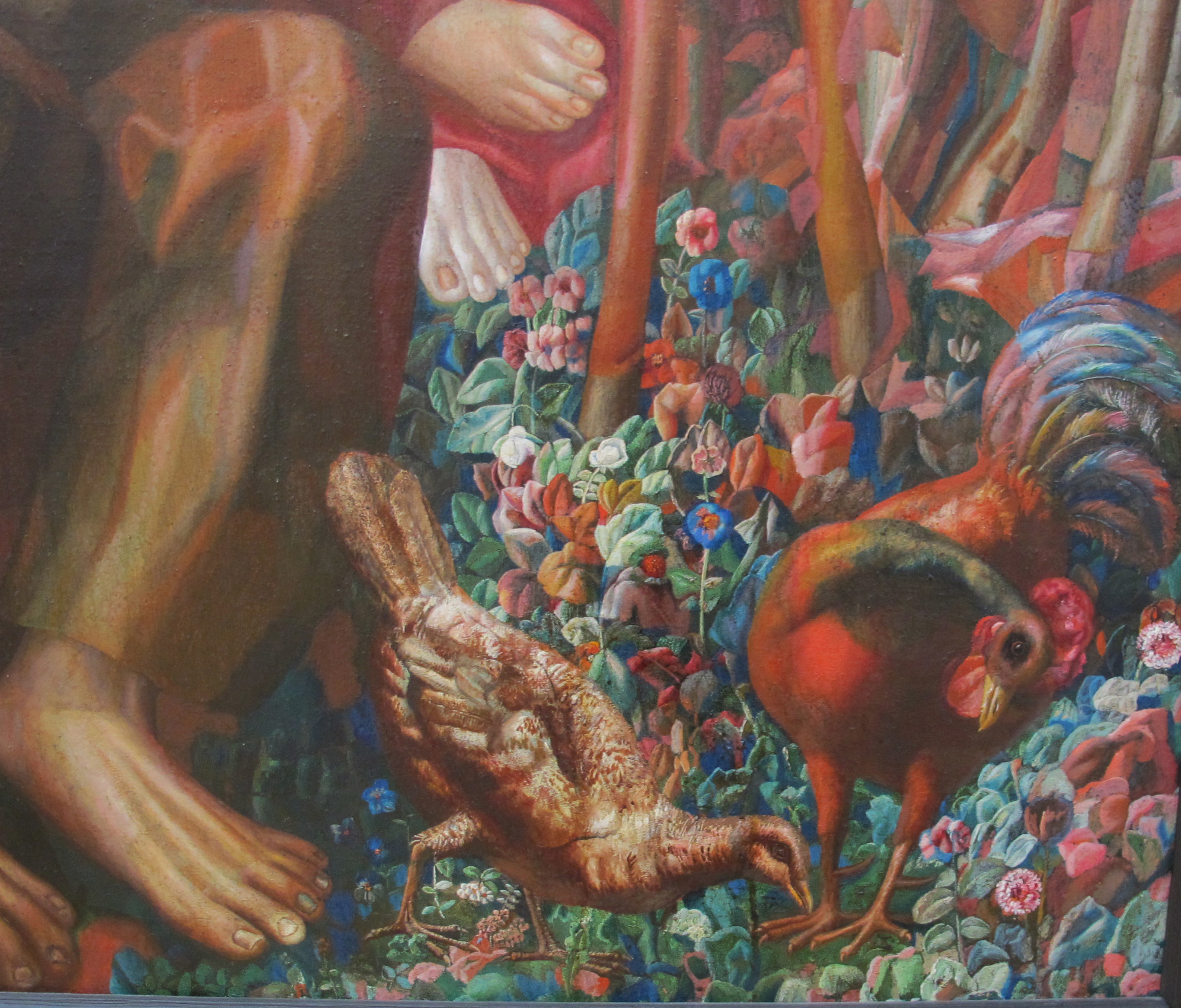
Famiglia di Contadini, 1914
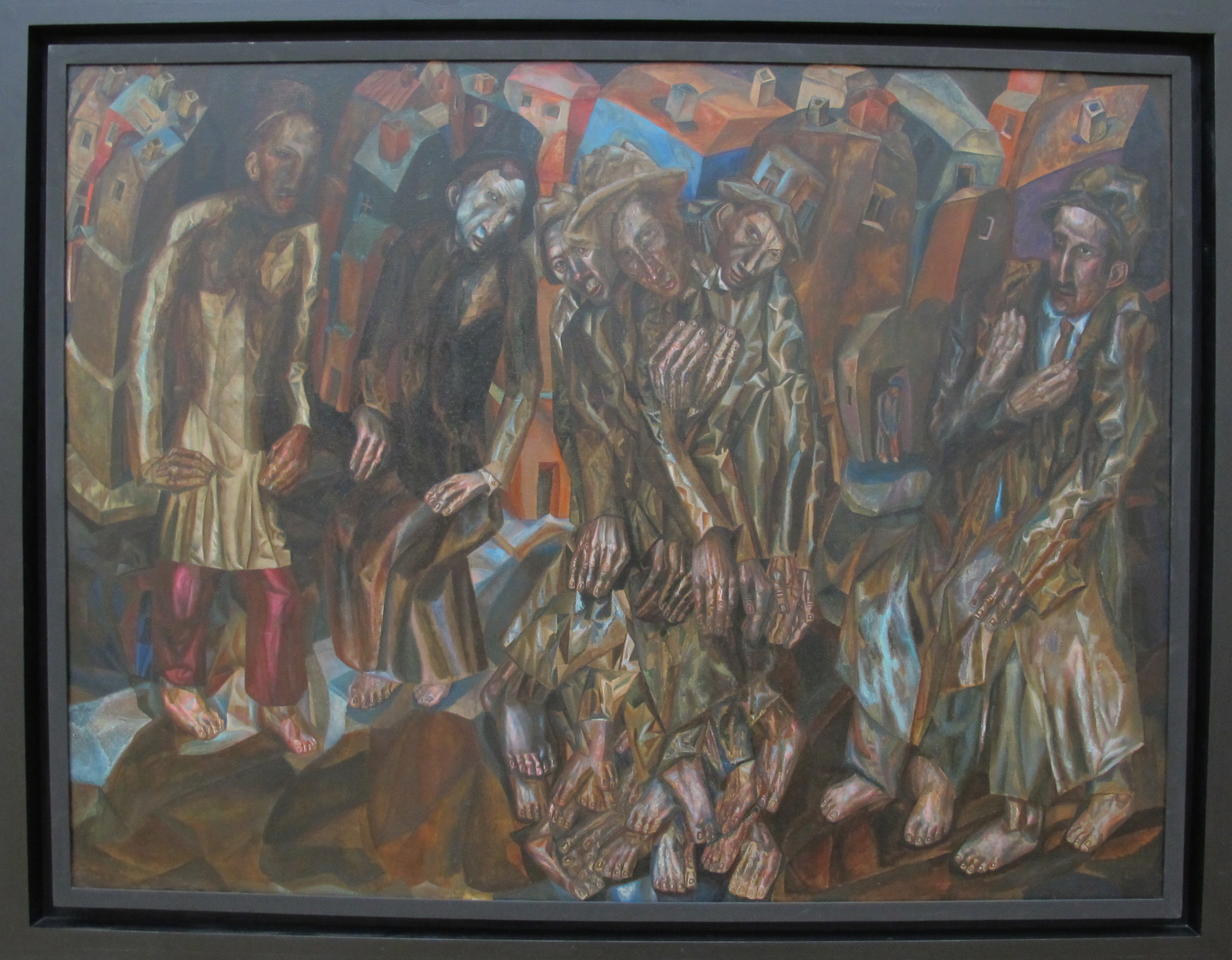
Degenerazione di Uomo, 1914-1915
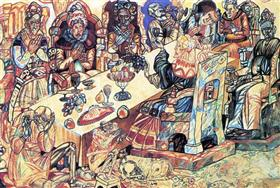
La festa dei Re